# Saja-Nansa

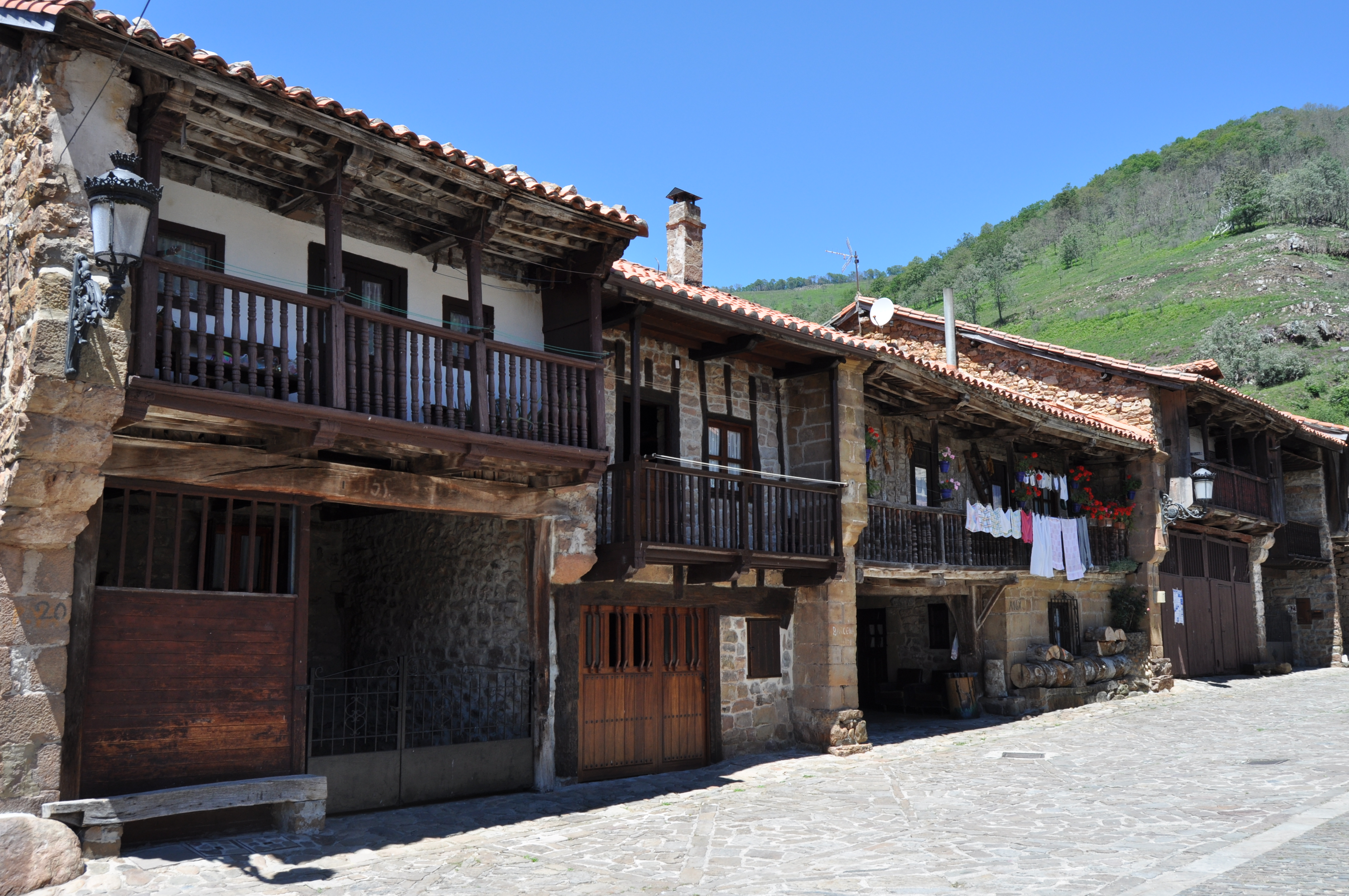
, classificada como Conjunto Histórico-Artístico

Saja-Nansa é uma comarca do norte de Espanha, na província e comunidade autónoma da Cantábria. Os limites da comarca variam conforme as fontes, pois apesar de já existir uma lei para a divisão em comarcas da Cantábria desde 1999, esta ainda não foi regulamentada. Conforme essa lei e o Turismo da Cantábria, a comarca é composta por 12 municípios, mas nessas fontes só 9 municípios coincidem. Por outro lado, em 2021 a Associação de Desenvolvimento Rural Saja Nansa tinha 18 municípios entre os seus associados. Dependendo dos critérios, a comarca tem entre 829,7 e 995.5 km² de área e em 2021 tinha entre 14 012 e 38 972 habitantes.
O nome da comarca deve-se a duas das suas principais regiões naturais e tradicionais (também chamadas comarcas em castelhano): o vale do Nansa [es] e o vale do Saja [es].
| \| Limites da comarca de Saja-Nansa \| \| \| \| Astúrias \| Costa Ocidental ou Mar Cantábrico [♠] \| Comarca de Besaya \| \| Liébana \| \| Comarca de Besaya \| \| Província de Palência (Castela e Leão) \| Campoo-Los Valles \| Campoo-Los Valles \| \| [♠] ^ Considerando que todos os municípios da Associação de Desenvolvimento Rural Saja Nansa são da comarca, então o limite setentrional é o mar Cantábrico, pois grande parte dos municípios que tradicionalmente se considera constituírem a comarca da Costa Ocidental são membros dessa associação. \| \| \| |                                       |                   |
| Limites da comarca de Saja-Nansa |                                       |                   |
| Astúrias | Costa Ocidental ou Mar Cantábrico [♠] | Comarca de Besaya |
| Liébana |                                       | Comarca de Besaya |
| Província de Palência (Castela e Leão) | Campoo-Los Valles                     | Campoo-Los Valles |
| [♠] ^ Considerando que todos os municípios da Associação de Desenvolvimento Rural Saja Nansa são da comarca, então o limite setentrional é o mar Cantábrico, pois grande parte dos municípios que tradicionalmente se considera constituírem a comarca da Costa Ocidental são membros dessa associação. |                                       |                   |

## Municípios
| Município | Área (km²) | População (2021) | Densidade (hab./km²) | Critérios [♦] | Critérios [♦] | Critérios [♦] | Critérios [♦] | Critérios [♦] |
| --- | ---------- | ---------------- | -------------------- | ------------- | ------------- | ------------- | ------------- | ------------- |
| Alfoz de Lloredo | 46,3       | 2 437            | 52,6                 |               |               |               | d             | o             |
| Cabezón de la Sal | 33,6       | 8 273            | 246,2                | a             | b             |               | d             |               |
| Cabuérniga | 86,4       | 985              | 11,4                 | a             | b             | c             | d             |               |
| Comillas | 18,6       | 2 117            | 113,8                |               |               |               | d             | o             |
| Herrerías | 40,3       | 589              | 14,6                 | a             | b             | c             | d             |               |
| Lamasón | 71,2       | 268              | 3,8                  | a             | b             | c             | d             |               |
| Los Tojos | 89,5       | 397              | 4,4                  | a             | b             | c             | d             |               |
| Mazcuerras | 55,7       | 2 080            | 37,3                 | a             | b             |               | d             |               |
| Peñarrubia | 54,3       | 318              | 5,9                  | a             | b             | c             | d             |               |
| Polaciones | 89,8       | 215              | 2,4                  | a             | b             | c             | d             |               |
| Reocín | 32,1       | 8 382            | 261,1                | a             |               |               |               |               |
| Rionansa | 118,0      | 1 042            | 8,8                  | a             | b             | c             | d             |               |
| Ruente | 65,9       | 1 034            | 15,7                 | a             | b             | c             | d             |               |
| Ruiloba | 15,1       | 741              | 49,1                 |               |               |               | d             | o             |
| San Vicente de la Barquera | 41,5       | 4 073            | 98,1                 |               | b             | c             | d             | o             |
| Tudanca | 52,4       | 148              | 2,8                  | a             | b             | c             | d             |               |
| Udías | 19,7       | 930              | 47,2                 |               | b             |               | d             | o             |
| Val de San Vicente | 50,9       | 2 786            | 54,7                 |               | b             | c             | d             | o             |
| Valdáliga | 97,8       | 2 157            | 22,1                 |               | b             | c             | d             | o             |
| [♦] ^ As últimas colunas indicam em que fontes são mencionados os municípios como fazendo parte da comarca: a — Lei para a divisão em comarcas da Cantábria de 1999 b — Ministério de Administraciones Públicas (2008) c — Turismo da Cantábria d — Associação de Desenvolvimento Rural Saja Nansa o — Municípios que tradicionalmente fazem parte da comarca da Costa Ocidental |            |                  |                      |               |               |               |               |               |

Além dos municípios acima, também faz parte da comarca a Mancomunidade de Campoo-Cabuérniga [es], um caso sui generis de divisão territorial, pois não pertence a nenhum município e a sua gestão é feita conjuntamente pelos municípios de Hermandad de Campoo de Suso, Cabuérniga, Los Tojos e Ruente. Na prática é uma grande herdade enorme, com 65,5 km² de pastagens e bosques, usada para alimentar gado bovino de raça Tudanca [es] e, em menor medida, também equídeos, onde persistem tradições pecuárias de trasterminância [es] (transumância com percursos relativamente curtos).

## Vale do Saja

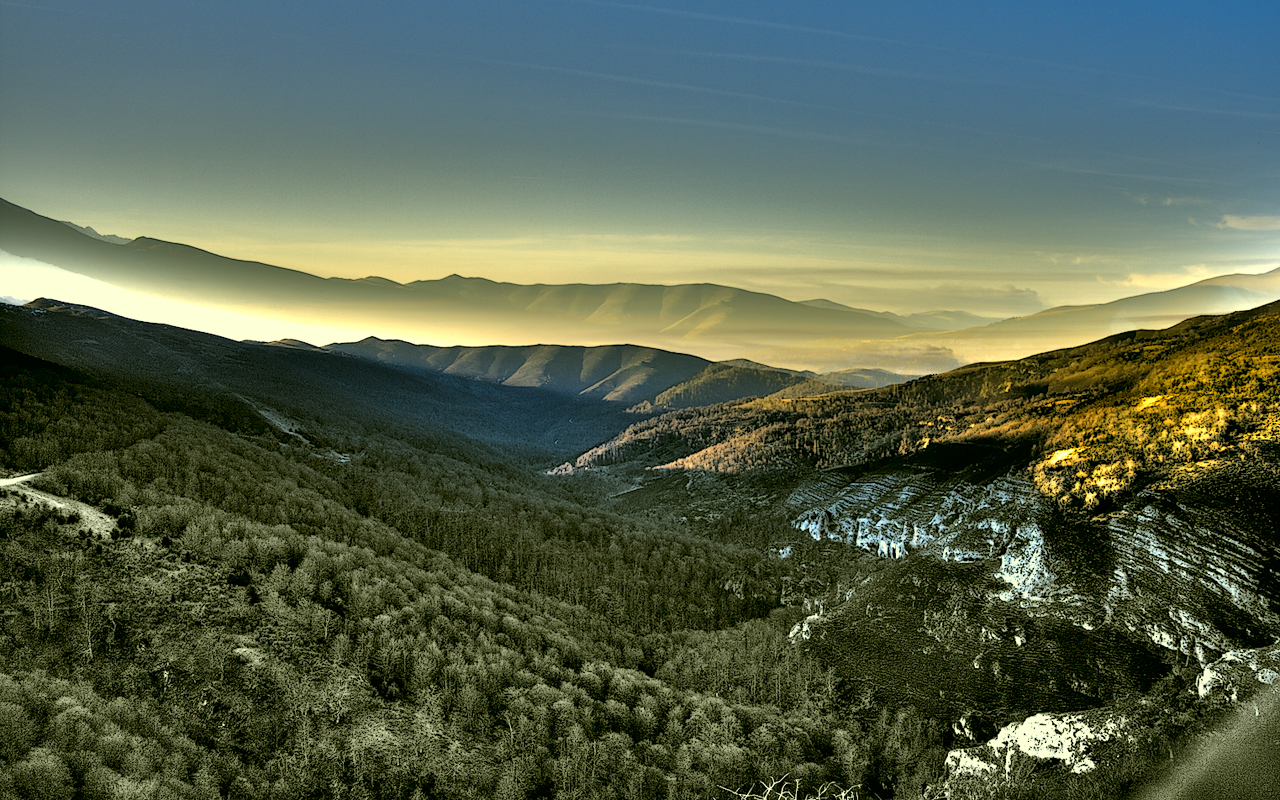
es e es

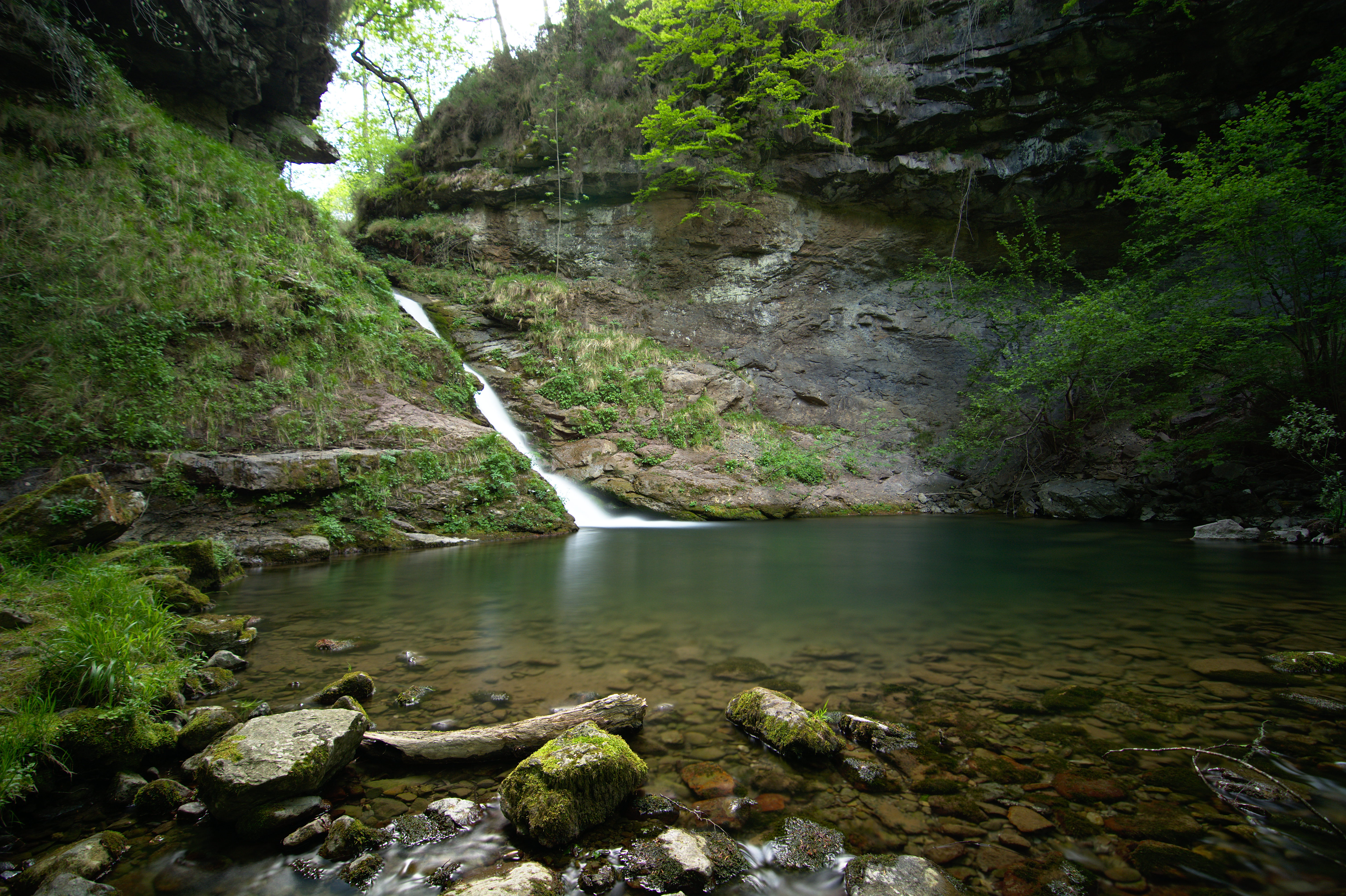
Cascata no rio Argoza, no Parque natural do Saja-Besaya

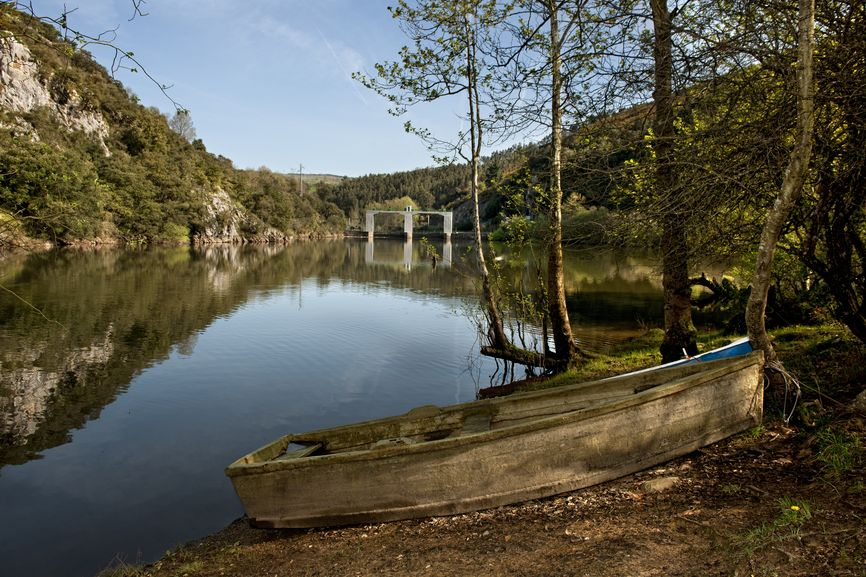
O rio Nansa perto da es, em es, Rionansa)

Este vale inclui duas subcomarcas ou regiões naturais ou tradicionais: o vale de Cabuérniga [es] e o vale de Cabezón. Do primeiro, cujo núcleo é o curso alto e médio do rio Saja, é composto pelos municípios de Los Tojos, Cabuérniga e Ruente, bem como a Mancomunidade de Campoo-Cabuérniga. É orientado na direção norte-sul, embora alguns dos vales dos afluentes estejam orientados a leste-oeste, como os dos rios Viaña, Lamiña, o trecho junto à foz do Bayones e o Argoza (ou Argonza). Este último passa pela aldeia de Bárcena Mayor (no município de Los Tojos) [es], classificada como Conjunto Histórico-Artístico e o único núcleo populacional dentro do Parque Natural do Saja-Besaya [es].
O vale de Cabezón vai desde a Hoz de Santa Lucía (no município de Mazcuerras) até ao município de Reocín, passando pelo de Cabezón de la Sal. O rio Saja segue depois para Rudagüera (no município de Alfoz de Lloredo), para desaguar no rio Besaya [es] junto a Ganzo (no município de Torrelavega).

## Vale do Nansa
Este vale situa-se entre os vales de Liébana e do Saja, sendo limitado a norte pela serra do Escudo de Cabuérniga [es] e a sul pela Serra da Peña Labra [es]. Por ele corre o rio homónimo [es], que pelo seu carácter torrrencial e erosivo, especialmente na sua cabeceira, escavou encostas muíto íngremes. O vale é de grande beleza paisagística, devido às suas características topográficas de cumes altos, amplos bosques de vegetação autóctone, sobretudo de carvalho-alvarinho e faias, e a baixa densidade de população, a qual se dedica maioritariamente à pecuária. Os municípios que formam esta subcomarca são Lamasón, Herrerías, Rionansa, Tudanca, Polaciones e a parte de Cabuérniga correspondente à aldeia de Carmona.

## Espaços naturais e sítios arqueológicos

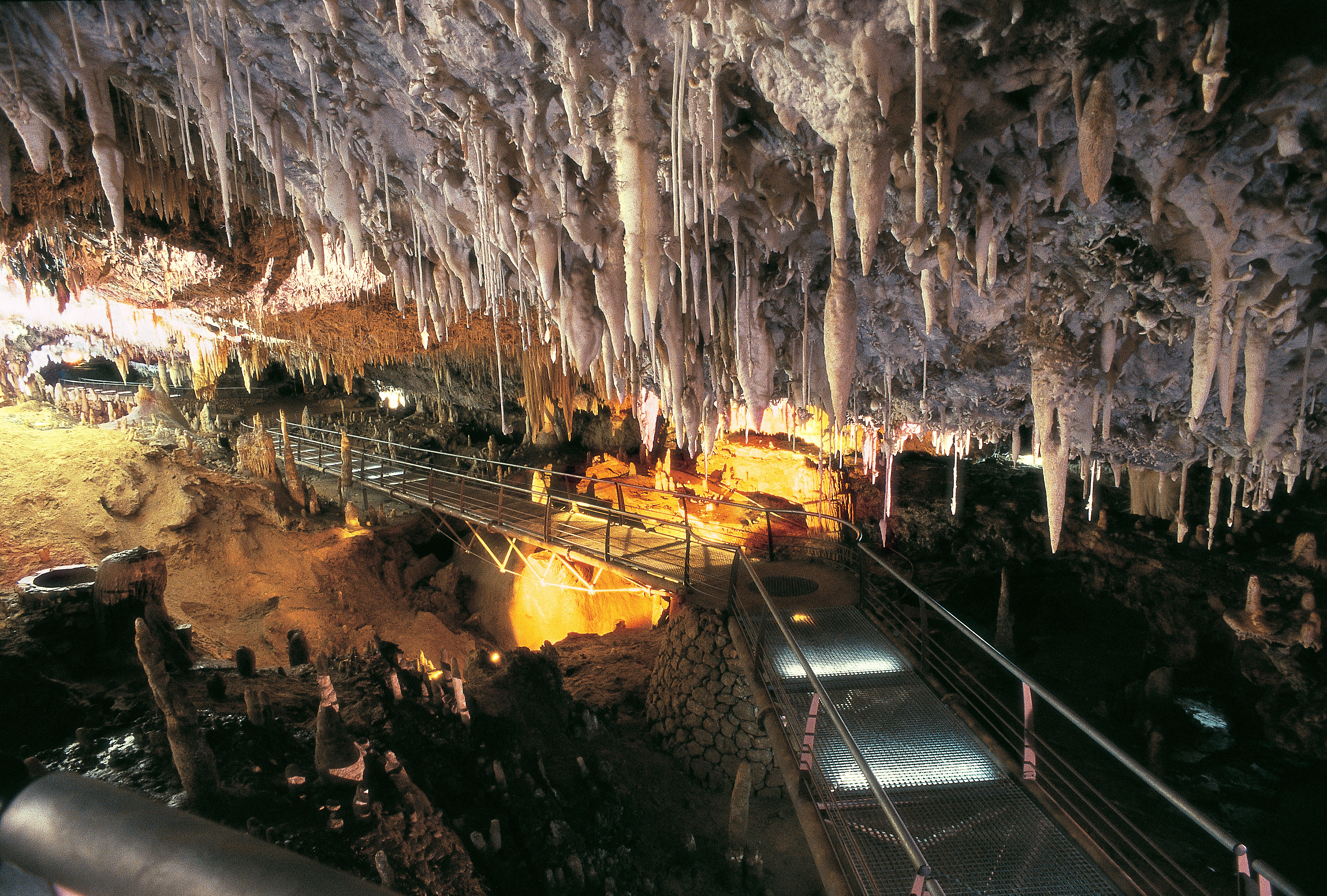
Interior da caverna de El Soplao, em Celis, Rionansa

Na comarca situam-se, em parte ou na totalidade, as seguintes áreas protegidas:
- Parques naturais:
  - Oyambre [es]
  - Saja-Besaya [es]
- Zona de proteção especial de aves
  - Desfiladeiro de La Hermida
  - Serra do Cordel [es] e cabeceiras do Nansa [es]
e do Saja [es]
  - Serra de Peña Sagra [es]
- Sítios de importância comunitária
  - Vales altos do Nansa e Saja e Alto Campoo
  - Serra do Escudo de Cabuérniga [es]
  - Rio Nansa
  - Rio Saja
  - Caverna no município de Val de San Vicente

Entre outros locais de de interesse natural ou arqueológico destacam-se as cavernas com arte rupestre dos Marranos [es] (em Venta Fresnedo, Lamasón),
Chufín [es] (em Riclones [es], Rionansa),
Micolón [es] (em Riclones, Rionansa) e
Porquerizo [es] (em Celis [es], Rionansa). Também em Celis encontra-se a caverna do Soplao [es], de grande relevância espeleológica devido à quantidade e qualidade das suas formações geológicas (espeleotemas) ao longo dos 20 km de comprimento das suas galerias. Perto dela e da aldeia de Rábago [es] do município de Herrerías, situa-se a  jazida paleontológica de Rábago/El Soplao [es], conhecida principalmente pelos seus fósseis de artrópodes conservados em âmbar, embora também tenha fósseis de plantas (nomeadamente pólens e esporos), briozoários, Serpulidae e moluscos.